# Thanatus pictus
Thanatus pictus là một loài nhện trong họ Philodromidae.
Loài này thuộc chi Thanatus. Thanatus pictus được Ludwig Carl Christian Koch miêu tả năm 1881.